# Ішлинська сільська рада (Аургазинський район)
Ішли́нська сільська рада (рос. Ишлинский сельский совет) — муніципальне утворення у складі Аургазинського району Башкортостану, Росія. Адміністративний центр — село Ішли.

## Населення
Населення — 1300 осіб (2019, 1452 в 2010, 1806 в 2002).

## Склад
До складу поселення входять такі населені пункти:
| Населений пункт         | Населення, осіб (2002) | Населення, осіб (2010) |
| ----------------------- | ---------------------- | ---------------------- |
| Арсланово, присілок     | 62                     | 50                     |
| Ахмерово, присілок      | 91                     | 67                     |
| Ішли, село              | 1108                   | 884                    |
| Муксіно, присілок       | 40                     | 37                     |
| Старокузяково, присілок | 443                    | 362                    |
| Якти-Юл, присілок       | 62                     | 52                     |